# Dwane Casey
Dwane Casey (Morganfield, Kentucky, 17 de abril de 1957) es un entrenador de baloncesto estadounidense.

## Trayectoria deportiva

### Universidad
Jugó durante cuatro temporadas en los Wildcats de la Universidad de Kentucky, en las que promedió 1,3 puntos por partido.

### Entrenador
Nada más terminar la universidad, influido por su entrenador Joe B. Hall, comenzó como asistente de los Wildcats, donde permaneció una temporada, para marcharse al año siguiente con el mismo puesto a la Universidad Western Kentucky, donde estuvo 5 temporadas, regresando de nuevo a su alma mater para pasar otras cuatro temporadas más.
En 1989 se marchó a entrenar a Japón, donde permaneció durante cinco años, llegando a dirigir junto con Pete Newell la selección nacional, que disputó el Mundial por primera vez tras 31 años de historia.
Regresó a su país para ejercer como asistente de los Seattle SuperSonics, puesto que ocupó durante once temporadas, a la sombra de los entrenadores principales en esos años, George Karl, Paul Westphal y Nate McMillan. En 2005 firmó como entrenador principal con los Minnesota Timberwolves, equipo al que dirigió durante temporada y media, siendo despedido mediada la temporada 2006-07 a pesar de llevar un porcentaje de victorias del 50%.
En 2008 fichó como asistente de los Dallas Mavericks, donde permaneció tres temporadas, en las cuales el equipo sobrepasó en cada una de ellas las 50 victorias, logrando el título de campeón en 2011.
En junio de 2011 fichó por los Toronto Raptors, equipo al que entrenó hasta el año 2018.
El 11 de junio de 2018, firma como entrenador principal de los Detroit Pistons, un contrato de cinco años. El 12 de mayo de 2021, renueva su contrato con los Pistons hasta 2024. Pero tras cinco temporadas en Detroit, el 9 de abril de 2023, es cesado de su cargo con un récord de 121–262, pero se mantiene en el equipo con un puesto en las oficinas de la franquicia.

## Estadísticas como entrenador
| Equipo    | Temp.   | P     | V   | D   | %V-D | Finalizó         | PP | VP | DP | %V-DP | Resultado                            |
| --------- | ------- | ----- | --- | --- | ---- | ---------------- | -- | -- | -- | ----- | ------------------------------------ |
| Minnesota | 2005-06 | 82    | 33  | 49  | .402 | 3.º en Noroeste  | —  | —  | —  | —     | No Playoffs                          |
| Minnesota | 2006-07 | 40    | 20  | 20  | .500 | (despedido)      | —  | —  | —  | —     | —                                    |
| Toronto   | 2011-12 | 66    | 23  | 43  | .348 | 4.º en Atlántico | —  | —  | —  | —     | No Playoffs                          |
| Toronto   | 2012-13 | 82    | 34  | 48  | .382 | 5.º en Atlántico | —  | —  | —  | —     | No Playoffs                          |
| Toronto   | 2013-14 | 82    | 48  | 34  | .585 | 1.º en Atlántico | 7  | 3  | 4  | .429  | Pierde en 1.ª ronda                  |
| Toronto   | 2014-15 | 82    | 49  | 33  | .598 | 1.º en Atlántico | 4  | 0  | 4  | .000  | Pierde en 1.ª ronda                  |
| Toronto   | 2015-16 | 82    | 56  | 26  | .683 | 1.º en Atlántico | 20 | 10 | 10 | .500  | Pierde en Finales de conferencia     |
| Toronto   | 2016-17 | 82    | 51  | 31  | .622 | 2.º en Atlántico | 10 | 4  | 6  | .400  | Pierde en Semifinales de Conferencia |
| Toronto   | 2017-18 | 82    | 59  | 23  | .720 | 1.º en Atlántico | 10 | 4  | 6  | .400  | Pierde en Semifinales de Conferencia |
| Detroit   | 2018-19 | 82    | 41  | 41  | .500 | 3.º en Central   | 4  | 0  | 4  | .000  | Pierde en 1.ª ronda                  |
| Detroit   | 2019-20 | 66    | 20  | 46  | .303 | 4.º en Central   | —  | —  | —  | —     | No Playoffs                          |
| Detroit   | 2020-21 | 72    | 20  | 52  | .278 | 5.º en Central   | —  | —  | —  | —     | No playoffs                          |
| Detroit   | 2021-22 | 82    | 23  | 59  | .280 | 5.º en Central   | —  | —  | —  | —     | No playoffs                          |
| Detroit   | 2022-23 | 82    | 17  | 65  | .207 | 5.º en Central   | —  | —  | —  | —     | No playoffs                          |
| Total     | Total   | 1,064 | 494 | 570 | .464 |                  | 55 | 21 | 34 | .382  |                                      |